# Білосток (метеорит)
Білосток — кам'яний метеорит, що впав у вигляді метеоритного дощу о 9:30 ранку 5 жовтня 1827 року поблизу села Фасти, що за 7,5 км від Білостока у Польщі. Метеорит є ахондритом, належить до HED-метеоритів. Його густина 3,17 г/см3. Мінералогічний склад включає наступні мінерали: авгіт, анортит, бронзит, олівін, піженіт і тридиміт. Вважається, що метеорит прилетів з астероїда Веста. Єдиний польський екземпляр знаходиться в Музеї Землі у Варшаві і важить лише 4 г. Він був придбаний музеєм у 1939 році шляхом обміну з музеєм Берлінського університету Гумбольдта.